# André Luiz Oliveira

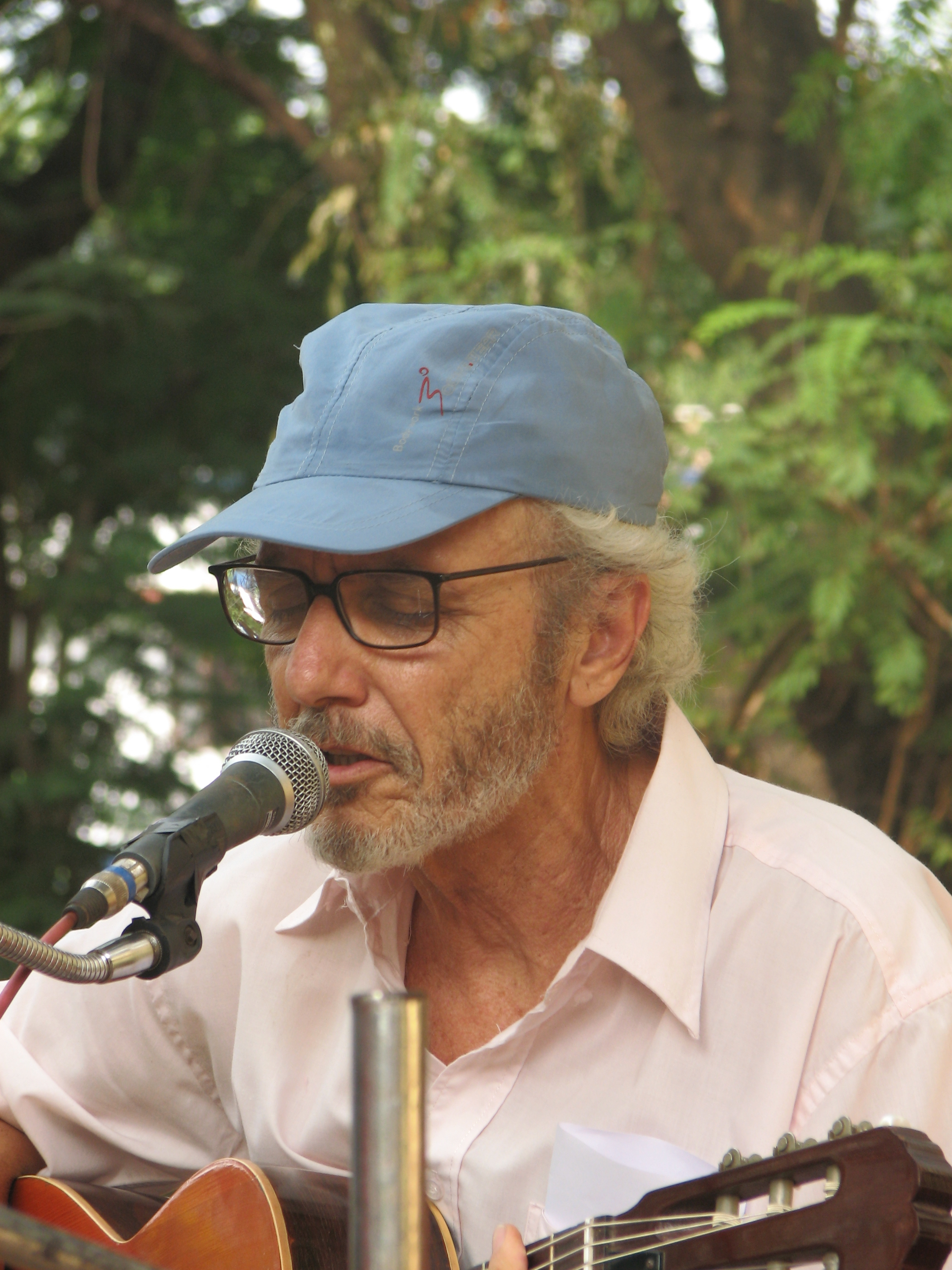
André Luiz Oliveira, 2010

André Luiz Oliveira (Salvador, 4 de fevereiro de 1948) é um cineasta, roteirista e músico brasileiro.

## Primeiros anos
Aos 14 anos, usando uma câmera 16 mm de seu pai, começa a fazer filmes caseiros.
Em 1966, ingressa no curso de Economia da Faculdade de Ciências Econômicas da Universidade Federal da Bahia. Em 1968,  frequenta o Curso Livre de Cinema, ministrado pelo cineasta Guido Araújo (1933-2017) e pelo crítico de cinema Walter da Silveira (1915-1970), importantes fomentadores do cinema baiano. 

## Carreira
Em 1968 realiza, com José Umberto Dias, o seu primeiro filme - Doce Amargo, curta-metragem em 16 mm -  premiado como melhor documentário  do Festival de Cinema Amador JB/Mesbla, no Rio de Janeiro.
Abandona o curso de Economia e, influenciado por O Bandido da Luz Vermelha (1968), de Rogério Sganzerla, realiza o seu primeiro longa-metragem, Meteorango Kid – O Herói Intergaláctico, em 1969. O  filme, cujo título é retirado de uma música de Tuzé de Abreu, alinha-se ao chamado cinema marginal e à contracultura, tendo obtido vários prêmios, no 5º Festival de Brasília (Prêmio do Júri Popular, Prêmio Especial do Júri e Margarida de Prata, da CNBB, representando o OCIC –  Office catholique international du cinéma et l'audio-visuel. Enquanto Meteorango Kid fica retido na censura até 1972, André Luiz realiza, em 1971, o curta-metragem A fonte, documentário sobre o escultor baiano Mário Cravo. Muda-se para o Rio de Janeiro, onde é preso, em 1973, por porte de maconha. Condenado a um ano de prisão, cumpre parte da pena em um manicômio judicial no Rio de Janeiro. A experiência seria narrada posteriormente, em seu filme Louco por Cinema (1994).
Nos anos seguintes, realiza A Lenda do Ubirajara (1975), baseado no livro Ubirajara, de José de Alencar e vários curtas, em 35 mm, como Ladeiras do Salvador (1975), Vaquejada (1976), Dia de Iemanjá (1978), … É Dois de Julho (1980) e O Cristo de Vitória da Conquista (1984).
A partir de meados dos anos 1980, faz programas televisivos, produtos para o mercado de home video e comerciais. Em 1986, grava o disco Mensagem, com composições musicais para os poemas do livro homônimo do poeta  Fernando Pessoa. Gravaria, ainda, Mensagem 2 (2004) e outros álbuns. 
Em 1991, muda-se para Brasília. Em 1994, realiza o longa Louco por Cinema. O filme obtém seis prêmios no 28º Festival de Brasília, incluindo os de melhor filme e melhor direção. Em 1997, André Luiz lança o livro Louco por Cinema, arte é pouco para um coração ardente, que relata a trajetória do roteiro do longa de mesmo nome, uma breve autobiografia com o roteiro do filme. Em 2008, finaliza o longa documental Sagrado Segredo, lançado em 2012. 
Além dos roteiros de seus próprios filmes, escreveu, entre outros, os roteiros dos longas-metragens Retrato Falado de Castro Alves (Silvio Tendler, 1999) e João Cândido – O Almirante Negro (Tânia Quaresma, 2008), assinou a trilha sonora do filme Um certo Agostinho da Silva (João Rodrigo Silva, 2009).
Seus últimos documentários biográficos são A Nova Ciência, uma entrevista com Amit Goswami, Agonia e Êxtase (2009), sobre  Edgard Navarro, O Cozinheiro do Tempo/ Bené Fonteles (2009), O Exu Iluminado (2011), sobre Mário Cravo, e Zirig Dum Brasília, sobre Renato Matos (2014).